# Kansas City (Kansas)
Kansas City is een stad in de Amerikaanse staat Kansas en telt 146.866 inwoners. Het is hiermee de 142e stad in de Verenigde Staten (2000). De oppervlakte bedraagt 321,8 km², waarmee het de 48e stad is.
De gelijknamige stad Kansas City in Missouri ligt tegenover deze stad; samen vormen ze het hart van het stedelijk gebied Kansas City (Kansas City Metropolitan Area).

## Demografie
Van de bevolking is 11,6% ouder dan 65 jaar en bestaat voor 29,2% uit eenpersoonshuishoudens. De werkloosheid bedraagt 7,2% (cijfers volkstelling 2000).
Ongeveer 16,8% van de bevolking van Kansas City bestaat uit hispanics en latino's, 30,1% is van Afrikaanse oorsprong en 1,7% van Aziatische oorsprong.
Het aantal inwoners daalde van 151.344 in 1990 naar 146.866 in 2000.

## Klimaat
In januari is de gemiddelde temperatuur -3,5 °C, in juli is dat 25,8 °C. Jaarlijks valt er gemiddeld 955,5 mm neerslag (gegevens op basis van de meetperiode 1961-1990).

## Sport
De professionele voetbalclub Sporting Kansas City speelt in de Major League Soccer.

## Verkeer

### Vliegverkeer
Kansas City heeft twee vliegvelden welke beide over de staatsgrens in Missouri liggen. Dicht bij het centrum ligt het Charles B. Wheeler Downtown Airport. Wat verder naar het noorden ligt de internationale luchthaven Kansas City International Airport.

## Plaatsen in de nabije omgeving
De onderstaande figuur toont nabijgelegen plaatsen in een straal van 12 km rond Kansas City.

## Geboren
- Charlie Parker (1920-1955), componist en altsaxofonist
- Eric Stonestreet (1971), acteur
- Maurice Greene (1974), sprinter
- Janelle Monáe (1985), soul- en R&B-zangeres, liedjesschrijver, actrice en producer

## Galerij

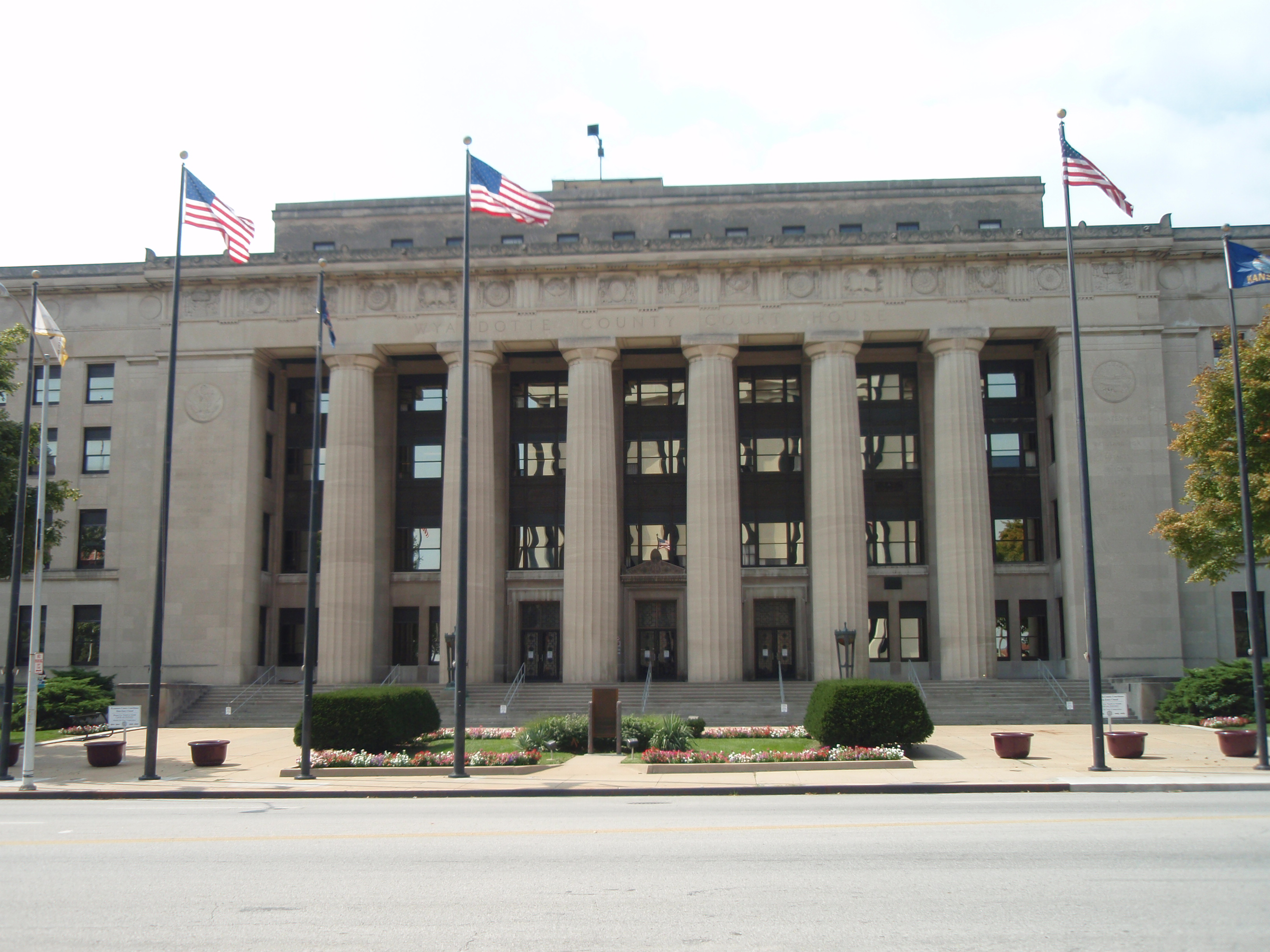
Wyandotte County courthouse
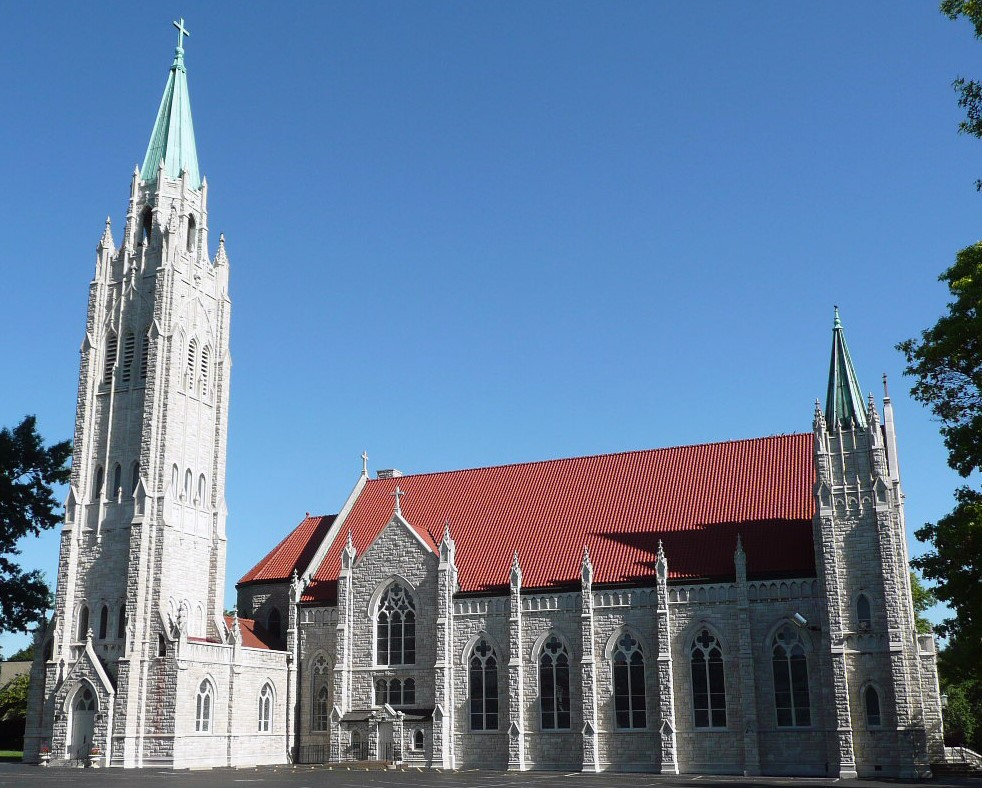
Sint-Petruskathedraal
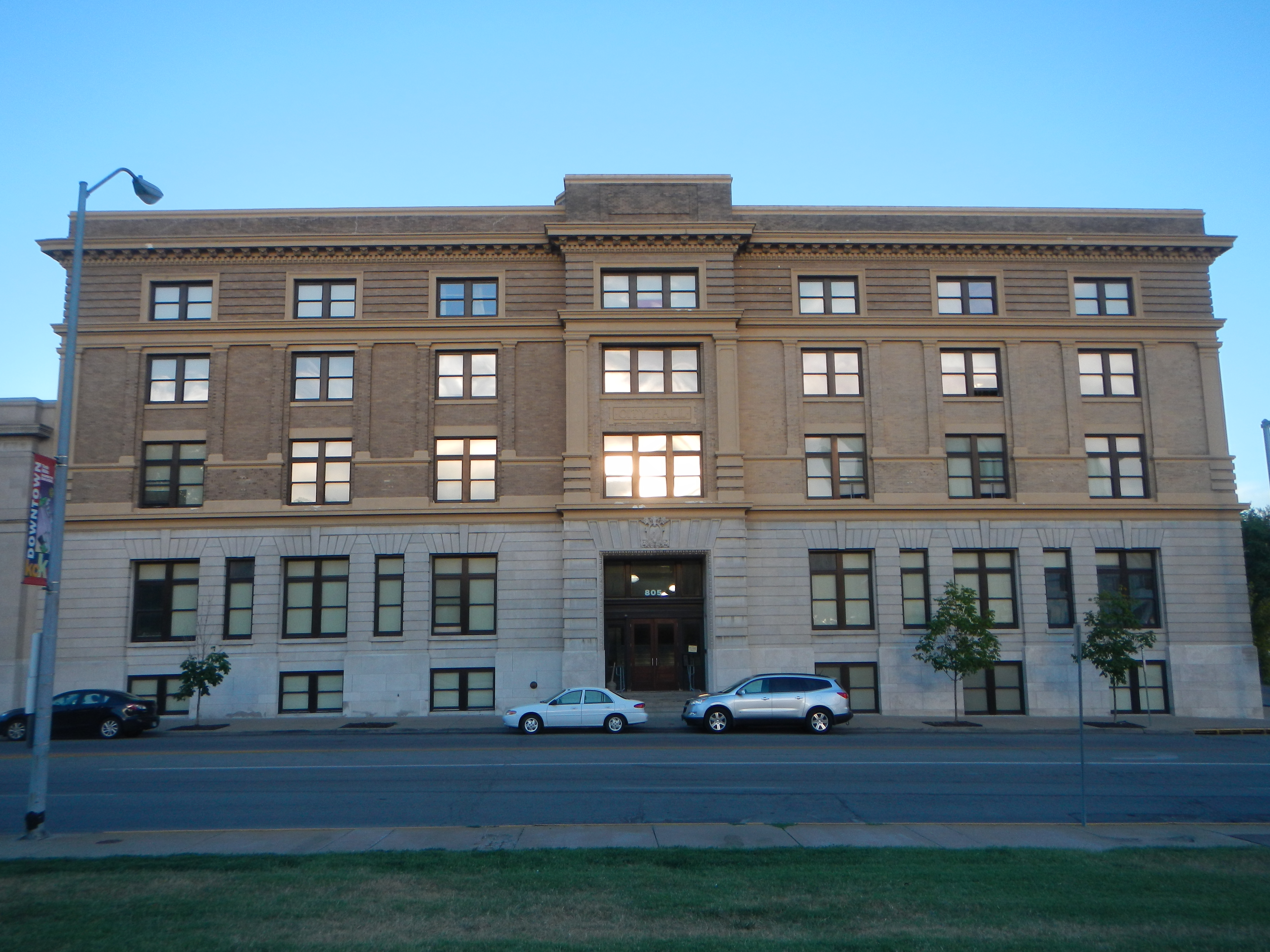
Kansas City Hall
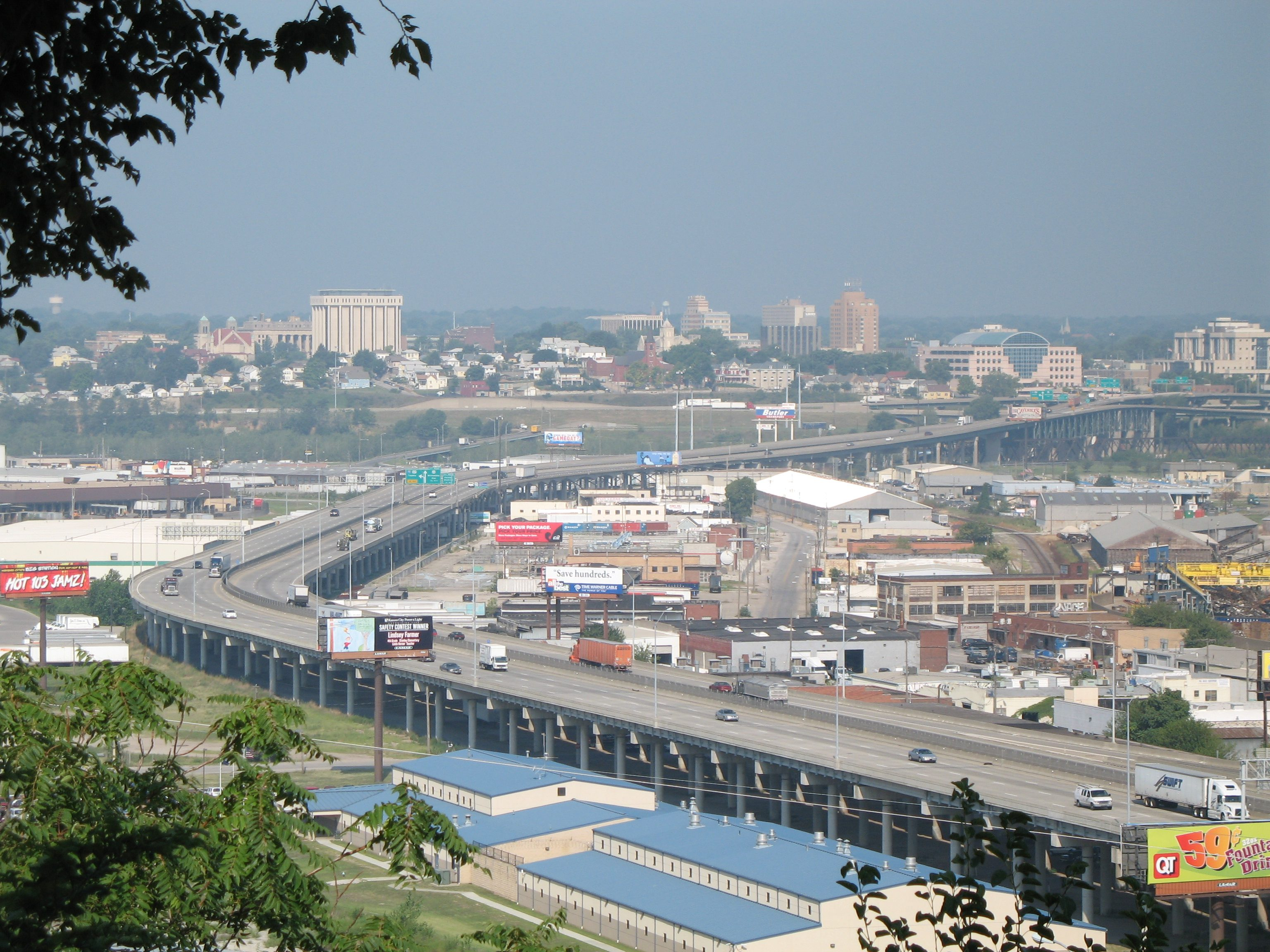
Blik op Kansas City vanuit het oosten.